# Dirección General de Desarrollo Rural, Innovación y Formación Agroalimentaria
La Dirección General de Desarrollo Rural, Innovación y Formación Agroalimentaria (DGDRIFA) de España es el órgano directivo del Ministerio de Agricultura, Pesca y Alimentación, adscrito a la Secretaría de Estado de Agricultura y Alimentación, al que le corresponde diseñar estrategias y coordinar las políticas nacionales y europeas relativas al desarrollo rural, así como fomentar la innovación y la digitalización en el mundo rural y el desempeño de las competencias de la Administración del Estado en materia de regadíos e infraestructuras rurales.
La actual directora general de Desarrollo Rural desde 2020 es la ingeniera agrónoma Isabel Bombal Díaz.

## Historia
Este órgano directivo encuentra sus orígenes en la reforma de la Administración Agraria de 1995 a raíz de los profundos cambios que se habían viniendo produciendo en el sector  motivo de la Política Agraria Común (PAC) y de la descentralización autonómica.
Por este motivo, se creó la Dirección General de Desarrollo Rural, adscrita a la Secretaría General de Desarrollo Rural y Conservación de la Naturaleza, con competencias relacionadas con el análisis, la planificación, la coordinación y la promoción de todas aquellas políticas enfocadas en la modernización y diversificación del sector agrario, del asociacionismo, el control de ayudas nacionales y europeas, dar apoyo en sus competencias a las comunidades autónomas y velar por el buen desarrollo rural y su compatibilidad con la preservación de los recursos naturales. Para ello, se crearon tres subdirecciones generales: de Regadíos e Infraestructuras Agrarias, de Modernización de Estructuras Agrarias, y de Diversificación de Actividades y Fomento Asociativo.
En 1996 se fusionó con la Dirección General de Planificación Rural y del Medio Natural, dando lugar a la Dirección General de Planificación y Desarrollo Rural, que dos años más tarde retornó, con las competencias adquiridas en 1996, a denominarse «de Desarrollo Rural». Durante esta etapa estaba organizada a través de las subdirecciones generales de: Asuntos Generales, Coordinación, Regadíos e Infraestructuras Agrarias, Formación e Innovación y Acciones de Desarrollo Rural. Otra importante reforma en el año 2000, reorganizó completamente sus órganos dependientes, pasando a tener las subdirecciones generales de: Formación, Participación y Fomento Asociativo, Medidas de Acompañamiento, Relaciones con el FEOGA-Orientación, Regadíos e Infraestructuras Agrarias y otra de Modernización de Explotaciones. De nuevo, en 2002 y en 2004 otras importantes reformas afectaron a este órgano, de nuevo, por la influencia de las políticas comunitarias en este ámbito que no dejaron de evolucionar. En 2008 fue renombrada como Dirección General de Desarrollo Sostenible del Medio Rural.
A finales de 2011 se fusionó con la Dirección General de Medio Natural y Política Forestal, dando lugar a la Dirección General de Desarrollo Rural y Política Forestal. A raíz de las competencias que asumió, se organizó mediante cinco subdirecciones generales: de Programación y Coordinación, de Modernización de Explotaciones, de Fomento del Desarrollo del Medio Rural, de Silvicultura y Montes, y de Regadíos y Economía del Agua.
Con algunos cambios menores en las denominaciones de sus órganos directivos y de la propia dirección general, se mantuvo intacta hasta 2020, cuando perdió las competencias sobre la política forestal, que pasaron a la Dirección General de Biodiversidad, Bosques y Desertificación del Ministerio para la Transición Ecológica y el Reto Demográfico.
A finales de 2023 pasó a depender de la nueva Secretaría de Estado de Agricultura y Alimentación.

### Denominación
- Dirección General de Desarrollo Rural (1995-1996; 1998-2008)
- Dirección General de Planificación y Desarrollo Rural (1996-1998)
- Dirección General de Desarrollo Sostenible del Medio Rural (2008-2011)
- Dirección General de Desarrollo Rural y Política Forestal (2011-2018)
- Dirección General de Desarrollo Rural, Innovación y Política Forestal (2018-2020)
- Dirección General de Desarrollo Rural, Innovación y Formación Agroalimentaria (2020-)

## Funciones
Las funciones de la Dirección General se regulan en el artículo 3 del Real Decreto 717/2024:
1. Establecer y desarrollar las líneas directrices y competencias del Departamento en relación con las estrategias y políticas de desarrollo rural, así como su diseño, ejecución, coordinación y seguimiento.
2. El diseño de las estrategias y políticas relativas al Fondo Europeo Agrícola de Desarrollo Rural (FEADER) y los instrumentos para su aplicación en el marco de la planificación de la Política Agraria Común (PAC) y de la ordenación general de la economía.
3. El desarrollo y aplicación de la normativa europea en materia de desarrollo rural y la coordinación con la autoridad de gestión del Plan Estratégico de la PAC para aquellas cuestiones relativas a la programación, gestión, seguimiento y evaluación en el ámbito del desarrollo rural, de acuerdo con la normativa de la Unión Europea en este ámbito y sin perjuicio de las competencias del Fondo Español de Garantía Agraria.
4. Participar y colaborar con la autoridad de gestión y coordinación del Plan Estratégico de la PAC en la interlocución ante la Comisión Europea para aquellas cuestiones relativas a la programación, gestión, seguimiento y evaluación en el ámbito del desarrollo rural de acuerdo con la normativa de la Unión Europea en la materia.
5. El ejercicio de las funciones de organismo de coordinación de las autoridades de gestión de los programas regionales y del programa nacional, de acuerdo con lo establecido en el artículo 7 del Real Decreto 1080/2014, de 19 de diciembre; así como la coordinación de las autoridades de gestión regionales del Plan Estratégico de la PAC en el diseño, seguimiento, evaluación y gestión de los instrumentos de programación relativos al Feader en colaboración con la autoridad de gestión del Plan Estratégico de la PAC.
6. La vicepresidencia correspondiente al Departamento del Órgano de Coordinación del Sistema de Conocimiento e Innovación en Agricultura.
7. El diseño, desarrollo y coordinación de las funciones del Departamento en materia de innovación en el ámbito agrario, alimentario y del medio rural, y la coordinación e interlocución con otros departamentos en las materias de investigación, desarrollo e innovación y emprendimiento de base innovadora.
8. El diseño, desarrollo y la coordinación de las funciones del Departamento en materia de digitalización, en particular de la Estrategia de digitalización del sector agroalimentario y del medio rural y de sus planes de acción, así como el fomento de la implantación de nuevas tecnologías en el sector agroalimentario y en el emprendimiento rural y la coordinación e interlocución con otros departamentos.
9. El desempeño de las funciones de interlocutor único ante la Comisión Europea para aquellas cuestiones relativas a la innovación vinculadas a la Asociación Europea para la Innovación «Productividad y sostenibilidad agrícolas» (EIP-AGRI) y de punto focal de la red AEI-AGRI en el ámbito europeo, así como ostentar la representación del Departamento en el subgrupo de innovación e intercambio de conocimiento de la red PAC y coordinar el diseño, puesta en práctica y gestión de las ayudas a la innovación al amparo de la programación de desarrollo rural.
10. El desarrollo y ejercicio de las competencias del Departamento en materia de bioeconomía.
11. El ejercicio de las funciones del Departamento en materia de organización, fortalecimiento, coordinación y dinamización de los sistemas de asesoramiento, e intercambio del conocimiento e información en los sectores agroganadero, alimentario y de desarrollo rural, así como la puesta en marcha y mantenimiento de los instrumentos necesarios a escala nacional para cumplir estos objetivos.
12. La coordinación e interlocución con los departamentos y autoridades competentes con el mundo científico y del conocimiento para contribuir a las necesidades de asesoramiento del sector agroalimentario y del medio rural, en el ámbito de las competencias del Departamento, y el diseño, puesta en práctica y gestión de líneas de ayuda destinadas al asesoramiento e intercambio de información en dichos sectores.
13. El diseño, puesta en práctica y gestión de líneas de ayudas destinadas al intercambio de conocimiento e información en los sectores agroganadero, alimentario y de desarrollo y emprendimiento rural en el ámbito de las competencias del Departamento.
14. La colaboración con la Red Nacional PAC en el ámbito del desarrollo rural, sin perjuicio de las competencias de la autoridad de gestión y coordinación del Plan Estratégico de la PAC.
15. El diseño, desarrollo y ejecución de las medidas que promuevan condiciones de igualdad y la incorporación de las mujeres a la actividad agraria y alimentaria y a sus órganos de gobernanza, al emprendimiento y a los sectores económicos del medio rural, y, en particular, las relativas a la Ley 35/2011, de 4 de octubre, sobre titularidad compartida de las explotaciones agrarias, así como aquellas otras que contribuyan a crear mejores condiciones de vida y empleo para las mujeres.
16. El diseño, la coordinación, el desarrollo y ejecución de medidas para impulsar el relevo generacional en el sector agroalimentario y el medio rural, en el ámbito de competencias del Departamento.
17. El desarrollo y ejecución de las acciones en favor del acceso a la tierra y la movilización de las tierras agrarias infrautilizadas.
18. La relación con las redes de grupos de acción local y la coordinación de las actuaciones destinadas al apoyo y dinamización del enfoque LEADER de la PAC.
19. El ejercicio de las funciones de Autoridad de Gestión del Programa Nacional de Desarrollo Rural 2014-2022 y la coordinación de las intervenciones supraautonómicas del Plan Estratégico de la PAC, sin perjuicio de las competencias de la autoridad de gestión y coordinación del Plan Estratégico de la PAC.
20. El seguimiento y coordinación de los Instrumentos Financieros, con especial relevancia del impulso del Instrumento Financiero de Gestión Centralizada de Garantía de Cartera (IFGC-G), así como el Instrumento Financiero de Reafianzamiento (IFGC-R), mediante la Unidad Técnica de Instrumentos Financieros Feader (UTIF).
21. La coordinación de la contribución del Departamento a la política de reto demográfico.
22. El diseño, ejecución y coordinación de las competencias de la Administración General del Estado en materia de regadíos e infraestructuras rurales de interés general en el ámbito de la Ley de Reforma y Desarrollo Agrario y, en particular, la planificación, coordinación, ejecución, modernización y seguimiento de los planes de regadíos y de sus instrumentos, y de las actuaciones de gestión, construcción, mejora y difusión del Programa de Caminos Naturales.
23. La realización, supervisión y control de estudios, proyectos y obras de su competencia y las actuaciones de emergencia y de reparación de daños catastróficos, en el ámbito de actuación del Departamento.
24. La gestión, control y optimización de la red de estaciones del sistema de información agroclimática para el regadío (SIAR) como instrumento para la modernización sostenible del regadío en España, y la representación del Ministerio en el ámbito de las redes de estaciones agroclimáticas para el regadío y servicios asociados.
25. Ejercer las funciones de apoyo a las unidades de la dirección general en materia de gestión presupuestaria y de recursos humanos, de asesoramiento y participación en la elaboración de las normas y actos cuya iniciativa proceda de los órganos de la Secretaría de Estado, sin perjuicio de las competencias que en esta materia tiene asignadas la Subsecretaría del departamento.
26. Desarrollar las funciones del Departamento en materia de formación agroalimentaria, en particular de la Estrategia de formación agroalimentaria y de sus líneas estratégicas y la coordinación del Plan de formación para técnicos del Medio Rural del Ministerio.
27. La coordinación e interlocución con las autoridades competentes en materia de formación para contribuir al análisis y solución de las necesidades formativas del medio rural, en el ámbito de las competencias del Departamento, y el diseño y gestión de líneas de ayuda destinadas a la formación en dichos sectores.
28. Cooperar con las comunidades autónomas y las entidades más representativas del sector en las materias antes señaladas, así como elaborar las propuestas que permitan establecer la posición española sobre dichos asuntos ante la Unión Europea y otras organizaciones o foros internacionales, y representar y actuar como interlocutor ante dichas instancias internacionales, sin menoscabo de las competencias de otros órganos directivos del Departamento.

## Estructura
De la Dirección General dependen los siguientes órganos:
- La Subdirección General de Programación y Coordinación, que ejerce las competencias indicadas en los puntos 2 a 5 del apartado anterior, así como el resto de las señaladas anteriormente ámbito de sus competencias.
- La Subdirección General de Innovación y Digitalización, que ejerce las competencias indicadas en los puntos 7 a 13 del apartado anterior, así como el resto de las señaladas anteriormente ámbito de sus competencias.
- La Subdirección General de Dinamización del Medio Rural, que ejerce las competencias indicadas en los puntos 14 a 21 del apartado anterior, así como el resto de las señaladas anteriormente ámbito de sus competencias.
- La Subdirección General de Regadíos, Caminos Naturales e Infraestructuras Rurales, que ejerce las competencias indicadas en los puntos 22 a 24 del apartado anterior, así como el resto de las señaladas anteriormente ámbito de sus competencias.
- La División de Formación Agroalimentaria, que ejerce las competencias indicadas en los puntos 25 a 27, así como el resto de las señaladas anteriormente ámbito de sus competencias.

El Ministerio de Agricultura, Pesca y Alimentación ejerce la gestión de la finca agrícola «El Palomar» en San Fernando de Henares (Madrid), en la que se encuentra el Centro de Innovación Digital «LaVegaInnova», el Centro Nacional de Tecnología de Regadío (CENTER) y el Laboratorio Central para Ensayo de Materiales y Equipos de Riego, a través de la Dirección General de Desarrollo Rural, Innovación y Formación Agroalimentaria, que coordinará las relaciones institucionales y la actuación del Departamento en relación con ellas, sin perjuicio de las competencias que, en materia de patrimonio, obras, mantenimiento, seguridad, régimen interior, servicios informáticos y dirección del Centro de Formación del Centro Nacional de Capacitación Agraria (CENCA) tiene asignadas la Dirección General de Servicios e Inspección.

## Presupuesto
La Dirección General de Desarrollo Rural, Innovación y Formación Agroalimentaria tiene un presupuesto asignado de 346 260 660 € para el año 2023. De acuerdo con los Presupuestos Generales del Estado para 2023, la DGDRIFA participa en dos programas:
| N.º Programa                              | Programa                                     | Dotación      | Ref.   |
| ----------------------------------------- | -------------------------------------------- | ------------- | ------ |
| 414A                                      | Gestión de recursos hídricos para el regadío | 157 022 570 € | [ 12 ] |
| 414B                                      | Desarrollo del medio rural                   | 189 238 090 € | [ 13 ] |
| Total presupuesto de la Dirección General | Total presupuesto de la Dirección General    | 346 260 660 € |        |

## Directores generales
| N.º | Nombre                                     | Mandato                 | Mandato                 | Ministro(s) | Ministro(s)                                                        |
| --- | ------------------------------------------ | ----------------------- | ----------------------- | ----------- | ------------------------------------------------------------------ |
| 1   | Joaquín Castillo Sempere                   | 4 de julio de 1995      | 11 de mayo de 1996      |             | Luis Maria Atienza Serna                                           |
| 2   | Tomás Rubio Villanueva                     | 11 de mayo de 1996      | 12 de julio de 1997     |             | Loyola de Palacio                                                  |
| 3   | Antonio Rodríguez de la Borbolla y Vázquez | 12 de julio de 1997     | 17 de julio de 1999     |             | Loyola de Palacio                                                  |
| 4   | Pedro Llorente Martínez                    | 24 de julio de 1999     | 13 de mayo de 2000      |             | Jesús Posada Moreno                                                |
| 5   | Luis García Fernández                      | 13 de mayo de 2000      | 6 de abril de 2002      |             | Miguel Arias Cañete                                                |
| 6   | Vicente Forteza del Rey Morales            | 6 de abril de 2002      | 8 de mayo de 2004       |             | Miguel Arias Cañete                                                |
| 7   | Francisco Amarillo Doblado                 | 8 de mayo de 2004       | 7 de junio de 2008      |             | Elena Espinosa Mangana (2004-2010) Rosa Aguilar (2010-2011)        |
| 8   | Jesús Casas Grandes                        | 8 de julio de 2008      | 31 de diciembre de 2011 |             | Elena Espinosa Mangana (2004-2010) Rosa Aguilar (2010-2011)        |
| 9   | Begoña Nieto Gilarte                       | 13 de enero de 2012     | 17 de diciembre de 2016 |             | Miguel Arias Cañete (2012-2014) Isabel García Tejerina (2014-2016) |
| 10  | Esperanza de Orellana Moraleda             | 17 de diciembre de 2016 | 30 de junio de 2018     |             | Isabel García Tejerina                                             |
| 11  | Isabel Bombal Díaz                         | 30 de junio de 2018     | Presente                |             | Luis Planas Puchades                                               |